# Marc Fulvi Bambalió
Marc Fulvi Bambalió (en llatí Marcus Fulvius Bambalio) era un cavaller romà sense possessions, sogre de Marc Antoni el triumvir, que va rebre el sobrenom Bambalió pels seus dubtes al parlar.
Va ser el pare de Fúlvia, la tercera muller de Marc Antoni. Se'l confon sovint amb un altre sogre de Marc Antoni, Quint Fadi, pare de Fàdia, la primera muller del triumvir.